# František Janeček (skladatel)
František Janeček (22. ledna 1837 Solnice – 27. srpna 1909 Kremnica) byl slovenský hudební skladatel a varhaník českého původu.

## Životopis
V letech 1854–1855 studoval na varhanické škole v Praze u Karla Františka Pitsche, v letech 1856–1861 na učitelském ústavu v Banské Bystrici. Posléze působil jako učitel ve Štiavnických Baních a mezi lety 1866 a 1886 v Kremnici. Od roku 1869 byl v Kremnici varhaníkem u kapelníka Jána Levoslava Belly, kde působil v hradním kostele.
Je autorem salonních tanců pro klavír a komorních a církevních skladeb ve stylu pozdního klasicismu. Napsal slovensko-německou příručku Teoreticko-praktický varhaník (rukopis 1861) a zpěvník Cecília (rukopis), který obsahuje 586 čtyřhlasých duchovních písní.